# Венгерская партия
Венге́рская партия (в западной традиции — венгерская защита, англ. Hungarian Defense) — дебют, начинающийся ходами: 
 1. e2-e4 e7-e5 
 2. Kg1-f3 Kb8-c6 
 3. Cf1-c4 Cf8-е7. 
Относится к открытым началам.

## История
Название дебюту дала партия Париж — Будапешт, игранная по переписке в 1842—1845 годах. Победу одержала венгерская столица.
Идея начала состоит в том, чтобы уклониться от острых, форсированных вариантов, характерных для итальянской партии или защиты двух коней. Чёрные в этом дебюте получают несколько стеснённую позицию, но без явных слабостей.
Борьба с первых ходов носит маневренный характер.
После ходов:
1. e2-e4 e7-e5 2. Kg1-f3 Kb8-c6 3. Cf1-c4 Cf8-е7, белым следует ходить 4. d4, а самым грамотным ответом для чёрных будет в таком случае 4. …d6

## Примерная партия
Гольцгаузен — Тарраш, Берлин, 1912
1. е4 е5 2. Кf3 Кc6 3. Cc4 Ce7 4. d4 ed 5. 0—0 d6 6. K:d4 Kf6 7. Kc3 0—0 8. h3 Лe8 9. Лe1 Kd7 10. C:f7+! Kp:f7 11. Ke6!! Ферзь чёрных оказался в ловушке. Если 11. …Kp:e6, то 12. Фd5+ Kpf6 13. Фf5×. 1-0.